# Монте Порцио Катоне
Мо̀нте По̀рцио Като̀не (на италиански: Monte Porzio Catone, може да се намира и грешната форма Monteporzio Catone, Монтепорцио Катоне) е градче и община в Централна Италия, провинция Рим, регион Лацио. Разположено е на 451 m надморска височина. Населението на общината е 8989 души (към 2010 г.).